# Šatkovskij rajon
Lo Šatkovskij raion (in russo Шатковский район?) è un rajon dell'Oblast' di Nižnij Novgorod, nella Russia europea; il capoluogo è Šatki.

## Villaggi
- Krasnyj Bor